# گروه E جام ملت‌های آسیا ۲۰۱۹
گروه E جام ملت‌های آسیا ۲۰۱۹ که مسابقاتش از ۸ تا ۱۷ ژانویه ۲۰۱۹ برگزار خواهد شد.این گروه شامل تیم‌های عربستان سعودی، قطر، لبنان و کره شمالی می‌باشد.دو تیم برتر این گروه و احتمالاً تیم سوم این گروه (در صورتی که در رتبه‌بندی تیم‌های سوم بین چهار تیم برتر قرار گیرد)، به مرحلهٔ یک‌هشتم نهایی راه می‌یابند.

## تیم‌ها
| جایگاه در سید | تیم           | منطقه | نحوه صعود                | تاریخ صعود     | تعداد حضور | آخرین حضور         | بهترین عملکرد              | رتبه در فیفا | رتبه در فیفا |
| جایگاه در سید | تیم           | منطقه | نحوه صعود                | تاریخ صعود     | تعداد حضور | آخرین حضور         | بهترین عملکرد              | آوریل ۲۰۱۸   | دسامبر ۲۰۱۸  |
| ------------- | ------------- | ----- | ------------------------ | -------------- | ---------- | ------------------ | -------------------------- | ------------ | ------------ |
| E۱            | عربستان سعودی | WAFF  | تیم اول گروه A مرحله دوم | ۲۴ مارس ۲۰۱۶   | ۱۰ بار     | ۲۰۱۵ (مرحله گروهی) | قهرمان (۱۹۸۴، ۱۹۸۸، ۱۹۹۶)  | ۷۰           |              |
| E۲            | قطر           | WAFF  | تیم اول گروه C مرحله دوم | ۱۷ نوامبر ۲۰۱۵ | ۱۰ بار     | ۲۰۱۵ (مرحله گروهی) | یک‌چهارم نهایی (۲۰۰۰، ۲۰۱۱) | ۱۰۱          |              |
| E۳            | لبنان         | WAFF  | تیم اول گروه B مرحله سوم | ۱۰ نوامبر ۲۰۱۷ | ۲ بار      | ۲۰۰۰ (مرحله گروهی) | مرحله گروهی (۲۰۰۰)         | ۸۲           |              |
| E۴            | کرهٔ شمالی     | EAFF  | تیم دوم گروه B مرحله سوم | ۲۷ مارس ۲۰۱۸   | ۵ بار      | ۲۰۱۵ (مرحله گروهی) | مقام چهارم (۱۹۸۰)          | ۱۱۲          |              |

یادداشت
1. ↑  رتبه‌بندی آوریل ۲۰۱۸ در سیدبندی استفاده شد.

## جدول
| رتبه | تیم           | بازی | ب | م | ش | گ‌ز | گ‌خ | ت  | ام | راه‌یابی                                |
| ---- | ------------- | ---- | - | - | - | -- | -- | -- | -- | -------------------------------------- |
| ۱    | عربستان سعودی | ۱    | ۱ | ۰ | ۰ | ۴  | ۰  | ۴+ | ۳  | صعود به مرحله حذفی                     |
| ۲    | قطر           | ۰    | ۰ | ۰ | ۰ | ۰  | ۰  | ۰  | ۰  | صعود به مرحله حذفی                     |
| ۳    | لبنان         | ۰    | ۰ | ۰ | ۰ | ۰  | ۰  | ۰  | ۰  | احتمال صعود به مرحله حذفی بر اساس رتبه |
| ۴    | کرهٔ شمالی     | ۱    | ۰ | ۰ | ۱ | ۰  | ۴  | ۴– | ۰  |                                        |

اولین مسابقه(ها) در ۸ ژانویه ۲۰۱۹ برگزار خواهد شد. منبع : ای‌اف سی
در مرحله یک‌هشتم نهایی:
- تیم اول گروه E به مصاف تیم سوم گروه D خواهد رفت.
- تیم دوم گروه E به مصاف تیم دوم گروه F خواهد رفت.
- تیم سوم گروه E احتمالاً به مصاف تیم اول گروه A یا گروه D خواهد رفت.

## مسابقات
همه زمان‌ها یوتی‌سی+۴ می‌باشد.

### عربستان سعودی مقابل کره شمالی
| عربستان سعودی | مسابقه ۹ | کرهٔ شمالی |
| ------------- | -------- | --------- |
|               | گزارش    |           |

### قطر مقابل لبنان
| قطر | مسابقه ۱۲ | لبنان |
| --- | --------- | ----- |
|     | گزارش     |       |

### لبنان مقابل عربستان سعودی
| لبنان | مسابقه ۲۱ | عربستان سعودی |
| ----- | --------- | ------------- |
|       | گزارش     |               |

### کره شمالی مقابل قطر
| کرهٔ شمالی | مسابقه ۲۲ | قطر |
| --------- | --------- | --- |
|           | گزارش     |     |

### لبنان مقابل کره شمالی
| لبنان | مسابقه ۳۵ | کرهٔ شمالی |
| ----- | --------- | --------- |
|       | گزارش     |           |

### عربستان سعودی مقابل قطر
| عربستان سعودی | مسابقه ۳۶ | قطر |
| ------------- | --------- | --- |
|               | گزارش     |     |